# Giovanni Lercari
Giovanni Lercari (Taggia, 22 ottobre 1722 – Genova, 18 marzo 1802) è stato un arcivescovo cattolico italiano.

## Biografia
Nato a Taggia da Francesco Saverio e Maria Maddalena Berruti, fu battezzato con il nome di Giovanni Pietro Antonio. Ordinato prete nel 1749, in quello stesso anno ottenne a Roma il dottorato in diritto. Rimasto a Roma come prelato di Curia, fu referendario delle due Segnature (Segnatura di grazia e Segnatura di giustizia), incaricate di esaminare e dirimere richieste e ricorsi presentati alla Santa Sede, prelato domestico del pontefice, membro della congregazione per le visite apostoliche e canonico in Santa Maria Maggiore, dedicandosi in particolare alla riforma dei monasteri femminili.
Nel 1760 fu nominato arcivescovo di Adrianopoli in partibus. Nel 1767 il Senato della Repubblica di Genova lo designò a succedere al defunto arcivescovo Giuseppe Maria Saporiti, nomina accordata dal papa Clemente XIII il 10 luglio 1767.
Il suo episcopato fu in continuità con quello del suo predecessore: il Lercari governò la diocesi attraverso dei vicari foranei mantenendo, per quanto possibile, una posizione equidistante tra le componenti filogesuita e giansenista del clero, a cui facevano capo rispettivamente Giovanni Battista Lambruschini ed Eustachio Degola. Nel 1792 lo scontro tra le due fazioni si fece aperto, mentre le tensioni legate alla situazione politica internazionale iniziavano a farsi sentire anche a Genova.
Nel 1797 la rivoluzione si estese alla Liguria, abbattendo l'antica Repubblica aristocratica e coinvolgendo anche la chiesa locale: mentre da un lato i giovani seminaristi chiesero, ottenendola, la sospensione del rettore, nella val Polcevera scoppiò, al grido di "Viva Maria", una rivolta di contadini contro la politica del nuovo governo democratico che aveva stabilito la confisca dei beni della chiesa.
L'arcivescovo, pressato dalle autorità, con una lettera pastorale del 5 settembre 1797, volle rassicurare la popolazione sul fatto che la nuova costituzione democratica non avrebbe violato i diritti della religione. Nonostante questo intervento, i rapporti con il governo rivoluzionario peggiorarono e il vicario generale Schiaffino fu condannato a due anni di esilio. Il Lercari non poté opporsi ed infine, su pressione delle autorità, dovette nominare un nuovo vicario proposto dal governo stesso. Con due nuove lettere pastorali, il 23 marzo ed il 4 dicembre 1798, tornò ad esortare clero e fedeli ad aderire alla repubblica democratica, indicandola come compatibile con il cristianesimo. Tuttavia pochi giorni dopo il governo lo fece arrestare, confinandolo a Novi.
Il 4 giugno 1800 dopo un lungo assedio le truppe austro-russe fecero il loro ingresso in città; il governo instaurato dagli occupanti revocò le riforme religiose in senso giansenista avviate dalla repubblica democratica e il 9 giugno l'arcivescovo Lercari nominò vicario generale il Lambruschini. Solo pochi giorni dopo, il 24 giugno, le truppe francesi, vinta la battaglia di Marengo, ripresero il controllo di Genova, ma contrariamente alle speranze dei giansenisti non ebbe comunque a realizzarsi la loro richiesta di rinnovamento, perché nel frattempo la politica di Napoleone nei confronti della chiesa era cambiata e l'imperatore per rafforzare il proprio potere era intenzionato a giungere ad un accordo con le autorità ecclesiastiche.
Il Lercari morì a Genova il 18 marzo 1802 all'età di 79 anni e fu sepolto nella chiesa di S. Vincenzo de' Paoli dei "Preti della missione", a Fassolo, nel quartiere di San Teodoro.

## Genealogia episcopale e successione apostolica
La genealogia episcopale è:
- Cardinale Scipione Rebiba
- Cardinale Giulio Antonio Santori
- Cardinale Girolamo Bernerio, O.P.
- Arcivescovo Galeazzo Sanvitale
- Cardinale Ludovico Ludovisi
- Cardinale Luigi Caetani
- Cardinale Ulderico Carpegna
- Cardinale Paluzzo Paluzzi Altieri degli Albertoni
- Papa Benedetto XIII
- Papa Benedetto XIV
- Papa Clemente XIII
- Arcivescovo Giovanni Lercari

La successione apostolica è:
- Vescovo Francesco Maria Gentili (1767)